# Moskvič 3-5

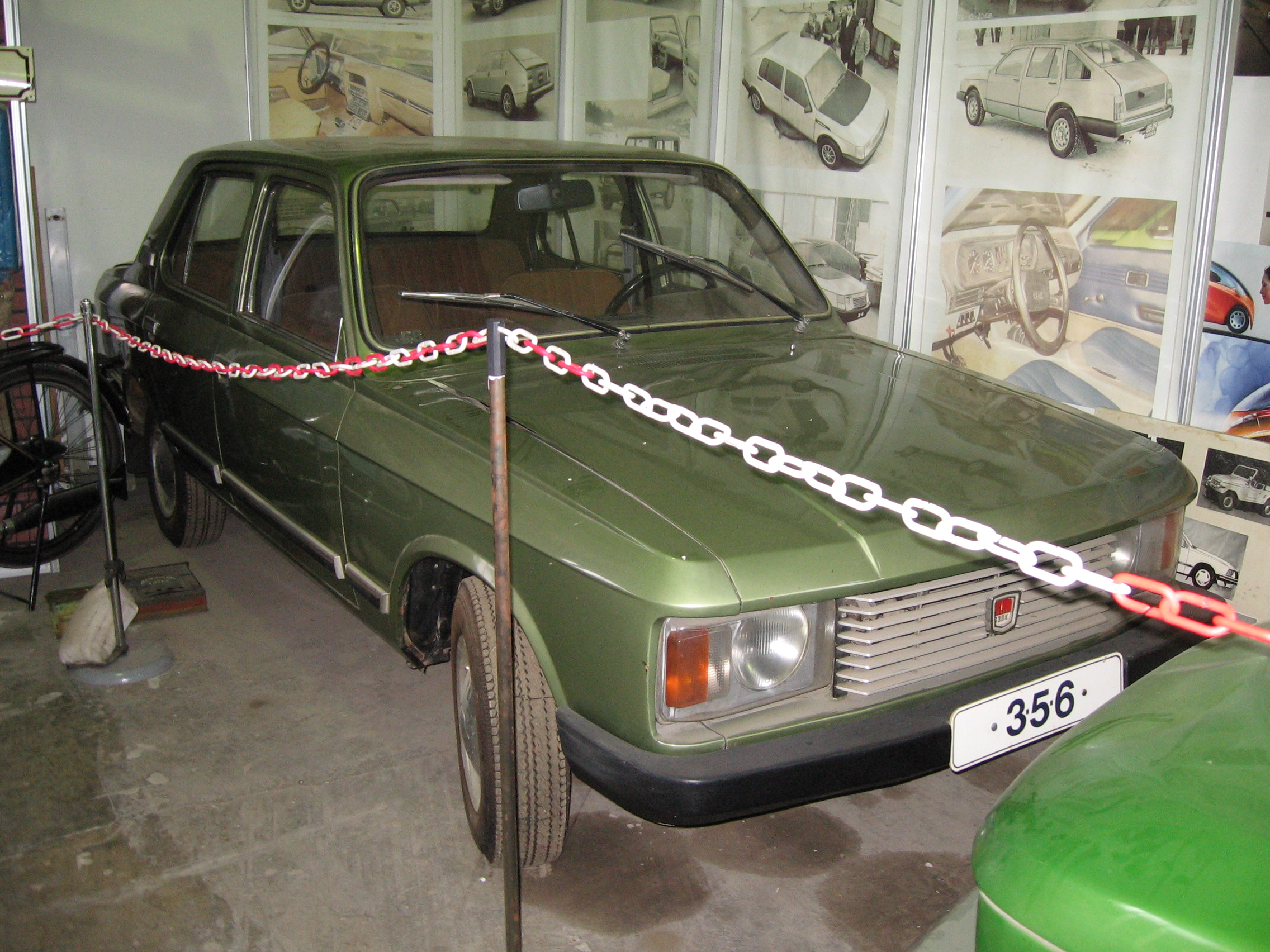
Moskvič 3–5–6

Moskvič 3–5  (rusky: Москвич-3–5) byl prototyp osobního automobilu, který vyvíjela automobilka MZMA (Moskevský závod Malolitrážích automobilů), dnes Moskvič v první polovině 70. let. Měl být náhradou hlavně za zastarávající Moskvič 408.
První prototyp byl sedan Moskvič 3–5–2, později bylo vyrobeno i kombi Moskvič 3–5–3. Po několika malých úpravách byl vytvořen nový sedan a pojmenován Moskvič 3–5–4. V roce 1972 byl vytvořen prototyp Moskviče 3–5–5. Jeho vzhled byl částečně aplikován na Moskvič 2140. O tři roky později byl vyroben Moskvič 3–5–6. 